# Stoneiland
Stoneiland, ook wel Ston Island, is een schiereiland dat in deze vorm ontstond toen het Brokopondostuwmeer werd aangelegd. Het schiereiland ligt aan de voet van de Brownsberg en is over de weg te bereiken via de afslag bij Brownsweg aan de Avobakaweg. Het ligt op twee uur rijden van Paramaribo.
Het eiland heeft een strandje en is in gebruik voor toerisme. Er staan vijf grote hutten waar acht tot veertien mensen in bedden kunnen overnachten; daarnaast zijn er pinahutten om hangmatten in op te hangen. Verder zijn er sanitaire voorzieningen en is er een gastenkeuken.
Vanaf het schiereiland worden boottochten georganiseerd naar de Afobakadam, en over het stuwmeer, en wandeltochten van ongeveer een uur naar de Brownsberg.